# Richard Scott (kierowca wyścigowy)
Richard Scott (ur. 8 listopada 1946 roku w Aberdeen) – brytyjski kierowca wyścigowy.

## Kariera
Scott rozpoczął międzynarodową karierę w wyścigach samochodowych w 1969 roku od startów w Francuskiej Formule 3 oraz w Brytyjskiej Formule 3 Lombank. W edycji brytyjskiej z dorobkiem 36 punktów uplasował się na piątej pozycji w klasyfikacji generalnej. W tym samym roku wystartował także w wyścigach Guards International Trophy oraz Plessey Trophy, których jednak nie ukończył. W późniejszych latach Brytyjczyk pojawiał się także w stawce Mantorp Park Formula 2 Trophy, Europejskiej Formuły 2, Brytyjskiej Formule 3 BRSCC Motor Sport Shell, Brytyjskiej Formuły 2, Rothmans 50,000, Brytyjskiej Formuły Atlantic, Europejskiej Formuły 5000, Indylantic Championship oraz Shellsport International Series.
W Europejskiej Formule 2 Brytyjczyk startował w latach 1970-1973. Jedynie w ostatnim sezonie startów zdobywał punktów. Z dorobkiem dwóch punktów uplasował się wówczas na 29 miejscu w końcowej klasyfikacji kierowców.